# Seznam italijanskih zdravnikov
Seznam italijanskih zdravnikov.

## A
- Francesco Alberoni
- Giovanni de Albertis
- Alfredo Andreini

## B
- Franco Basaglia (psihiater)
- Lodovico Brunetti
- Dorotea Bucca
- Pietro del Buono
- Alberto Burri

## C
- Emanuel Calvo
- Gerolamo Cardano
- Antonio Ciccarelli
- Andrea Comparetti (1745–1801)

## F
- Luigi Carlo Farini (1812 - 1866)
- (Mauro Ferrari 1959–)
- Francesco Folli (1624 - 1685)
- Girolamo Fracastoro (1478 – 1553)
- Igor Franko

## G
- Luigi Galvani (1737 - 1798)
- Burlo Garolfo?
- Agostino Gemelli (1878 - 1959)
- Camillo Golgi (1843 - 1926)

## L
- Giuseppe Levi?
- Luigi Ghiraldi Lilio

## M
- Marcello Malpighi (1628–1694)
- Rita Levi-Montalcini (1909–2012)
- Maria Montessori (1870–1952)
- Giovanni Battista Morgagni (1682–1771)
- Alessandra Mussolini

## R
- Francesco Redi

## S
- Lino Salvini
- Santorio Santorio
- Milko Skofic/Škofič
- Borut Spacal ?

## U
- Carlo Urbani

## V
- Lucilio Vanini (1585-1619)
- Umberto Veronesi (1925-2016)

## W
- Egidio Welponer (1849-1933, Ts)